# Ram-Gletscher
Der Ram-Gletscher ist ein 15 km langer Talgletscher in der Eliaskette in Alaska (USA).
Das Nährgebiet des Ram-Gletschers befindet sich an der Westflanke des Mount Tittmann auf einer Höhe von 2700 m. Der 1,1 km breite Talgletscher strömt in südsüdwestlicher Richtung und endet auf einer Höhe von etwa 1050 m. Der Ram-Gletscher speist einen oberflächigen Abfluss 1,5 km oberhalb des Chitina-Gletschers. Der Gletscher ist im Rückzug begriffen.